# 激アツ
激アツ（激熱、げきあつ）とはパチンコやパチスロで用いられる用語で、大当りする可能性が高いことを示す演出を指す。
機種によって差はあるが、大当たりが確定するものを除いて期待度上位2､3個の予告・リーチを「激アツ」と呼ぶことが多い。大当り期待度が表記されている機種では、概ね大当り期待度が40%～50%以上となっているものが激アツとされている。

## 色・激アツ柄
大当たりの期待度を示す表現として色を使う場合、期待度の順に「白＜青＜黄＜緑＜赤＜金＜模様＜虹色」として使われることが多い。メーカーにより期待度に差はあるが、ほとんどの場合虹色は大当り確定として使われる。
近年では、ほぼ全てのメーカーによって独自の模様をパチンコ又はパチスロ機の演出面にて激アツの演出に使う。例としては以下の通り。
- ゼブラ柄[2]（京楽産業.）
- 桜柄・フルーツ柄[3]（SANKYO）
- 桜柄（西陣）
- 虎柄（平和・オリンピア・奥村遊機）
- キリン柄[4]（サミー）
- テントウ虫柄（大一商会）
- デンジャー柄[5]（藤商事）
- 魚群柄・クマノミ柄（三洋物産）
- ファイヤー柄（サンスリー(三洋物産)）
- 水玉柄・ハニカム柄（ビスティ）
- 豹柄（ロデオ）
- ピンク豹柄（タイヨーエレック・マルホン工業）
- 唐草模様（豊丸産業）
- チェッカー柄（オッケー.）
- サンセイ柄（サンセイアールアンドディ）
- 花火柄（ユニバーサルエンターテインメント）
- ケロット柄（山佐）
- 紅葉柄（エンターライズ）
- いちご柄・キレパンダ柄 (高尾)
- 牛柄 (aaa)